# الجنوب (فلم)
الجنوب (بالإسبانية: El Sur) هو فيلم دراما إسباني من كتابة وإخراج فيكتور إريثيه سنة 1983. الفيلم مبني على رواية أديليدا غارسيا موراليس القصيرة التي تحمل الاسم نفسه.في الأصل، كان من المفترض أن يستمر الفيلم ثلاث ساعات، لكن المنتج إلياس كيريخيتا قرر عدم السماح بتصوير آخر 90 دقيقة (والذي كان سيحدث في جنوب إسبانيا)، لأنه اعتقد أن مدة 95 دقيقة كافية لإيصال الفكرة. دخل الفيلم في مهرجان كان السينمائي 1983.

## القصة
تدور قصة الفيلم في مدينة نائية منفصلة عن بقية العالم، موجودة في شمالي إسبانيا. «أوغسطين» طبيب فقد وظيفته، وانفصل عن عائلته، وذهب برفقة زوجته وابنته «إيستيريا» إلى الشمال لبداية حياة جديدة. المحور الأساسي للفيلم هو علاقة الابنة إيستيريا بوالدها. ويأتي تقديم هذه العلاقة من منظور الفتاة، فيما يظل الوالد كعنصر ضبابي بالنسبة إلى الفتاة وإلى المُشاهدِ.

## روابط خارجية
- مقالات تستعمل روابط فنية بلا صلة مع ويكي بيانات